# (15395) Rükl
(15395) Rükl, désignation internationale (15395) Rukl, est un astéroïde de la ceinture principale.

## Description
(15395) Rukl est un astéroïde de la ceinture principale. Il fut découvert le 21 octobre 1997 à l'Observatoire d'Ondřejov par Petr Pravec. Il présente une orbite caractérisée par un demi-grand axe de 3,14 UA, une excentricité de 0,13 et une inclinaison de 0,9° par rapport à l'écliptique.

## Compléments